# Naissance en 1917
Naissance
- 1913
- 1914
- 1915
- 1916
- 1917
- 1918
- 1919
- 1920
- 1921

Cette page dresse une liste de personnalités nées au cours de l'année 1917 présentée dans l'ordre chronologique.
La liste des personnes référencées dans Wikipédia est disponible dans la page de la Catégorie: Naissance en 1917.

## Janvier
- 1er janvier :
  - André-Marie Mbida, homme d’État camerounais († 2 mai 1980).
  - Mohamed Kamil Mohamed, homme politique djiboutien et français († 9 juin 2002).
  - Shuntaro Hida, médecin japonais († 20 mars 2017).
- 10 janvier : Urbain Caffi, coureur cycliste d'origine italienne naturalisé français († 16 mars 1991).
- 11 janvier : John Robarts, premier ministre de l'Ontario († 18 octobre 1982).
- 13 janvier : Adolfo Leoni, coureur cycliste italien († 19 octobre 1970).
- 17 janvier : M. G. Ramachandran, acteur et homme politique indien († 24 décembre 1987).
- 18 janvier : Robert Carricart, acteur américain († 3 mars 1993).
- 20 janvier : Jerzy Lerski, historien polonais († 16 septembre 1992).
- 22 janvier : José Molinuevo, joueur et entraîneur de football espagnol († 24 décembre 2002).
- 24 janvier : Ernest Borgnine, acteur américain († 8 juillet 2012).
- 25 janvier : Ilya Prigogine, physicien et chimiste belge d'origine russe († 28 mai 2003).
- 27 janvier : Abdel-Kader Zaaf, coureur cycliste algérien (de nationalité française) († 22 septembre 1986).
- 28 janvier : Gino Sciardis, coureur cycliste d'origine italienne naturalisé français († 9 janvier 1968).
- 29 janvier : John Raitt, acteur et chanteur américain († 20 février 2005).
- 30 janvier : Jan Verroken, homme politique belge († 24 juillet 2020).
- 31 janvier : Sinclair Hood, archéologue irlandais († 18 janvier 2021).

## Février
- 2 février :
  - Mary Ellis, pilote d'avion britannique de la Seconde Guerre mondiale († 24 juillet 2018).
  - Joan Muntaner, footballeur espagnol († 30 juillet 2000).
  - Đỗ Mười, homme politique vietnamien († 1er octobre 2018).
- 4 février : Asta Backman, actrice finlandaise († 18 février 2010).

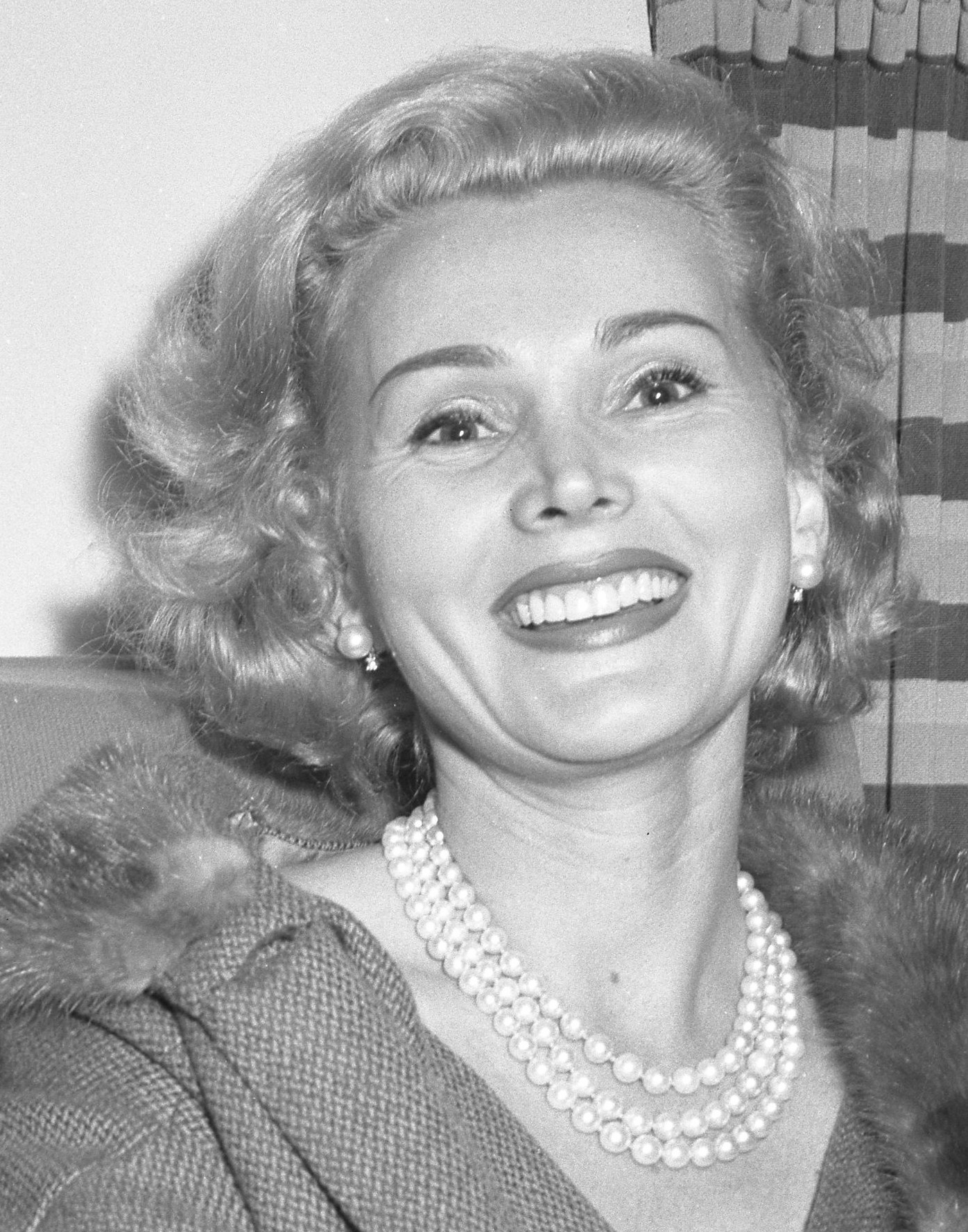
Zsa Zsa Gabor

- Zsa Zsa Gabor6 février : Zsa Zsa Gábor, actrice américaine d'origine hongroise († 18 décembre 2016).
- 5 février : József Bognár, homme politique hongrois († 3 novembre 1996).
- 9 février :
  - Joseph Conombo, homme d'État burkinabé († 20 décembre 2008).
  - Arbee Stidham, guitariste, saxophoniste alto, harmoniciste et chanteur de blues de rhythm and blues américain († avril 1988).
- 10 février :
  - Alexeï Botiane, espion soviétique puis russe  († 13 février 2020).
  - Antonio Gracia López, footballeur espagnol († 15 mai 2002).
- 12 février :
  - Guy Cudell, homme politique belge († 16 mai 1999).
  - Jules Paressant, peintre et sculpteur français († 20 août 2001).
  - Joseph Wresinski, fondateur d'ATD Quart Monde († 14 février 1988).
  - Juanita Cruz, matador espagnol († 18 mai 1981).
- 15 février : Rachel Makinson, scientifique australienne († 18 octobre 2014).
- 18 février : Louis Jung, homme politique français († 22 octobre 2015).
- 19 février :
  - Jean Legros, peintre abstrait géométrique et sculpteur français († 7 novembre 1981).
  - Carson McCullers, écrivaine américaine († 29 septembre 1967).
- 20 février : Louisa Matthíasdóttir, peintre islando-américaine († 26 février 2000).
- 23 février :
  - Jean Camberoque, peintre, graveur, céramiste, sculpteur et illustrateur français († 2 juin 2001).
  - Seixas Dória, homme politique brésilien († 31 janvier 2012).
- 24 février : Tatiana Iablonskaïa, peintre russe, soviétique puis ukrainienne († 17 juin 2005).
- 25 février :
  - Chuta Kimura, peintre japonais († 3 juillet 1987)
  - João Lourenço, coureur cycliste portugais († septembre 1998).
- 26 février : Robert La Caze, pilote de rallye franco-marocain († 1er juillet 2015)
- 27 février : Mathieu Ekra, homme politique ivoirien († 22 février 2015).

## Mars
- 2 mars :
  - Desi Arnaz, acteur, producteur et chanteur américain († 2 décembre 1986).
  - Babiker Awadalla, homme politique soudanais († 17 janvier 2019).
  - Roger Crusat, peintre, lithographe et poète français († 16 février 1994).
- 3 mars :
  - Françoise Landowski-Caillet, pianiste et peintre française († 12 décembre 2007).
  - Esy Morales, musicien portoricain († 2 novembre 1950).
- 6 mars :
  - Frankie Howerd, acteur et scénariste britannique († 19 avril 1992).
  - Jean-Claude Libert, peintre cubiste et abstrait français de la nouvelle école de Paris († 22 juillet 1995).
  - George Newberry, coureur cycliste britannique († 29 décembre 1979).Herbert Anderson

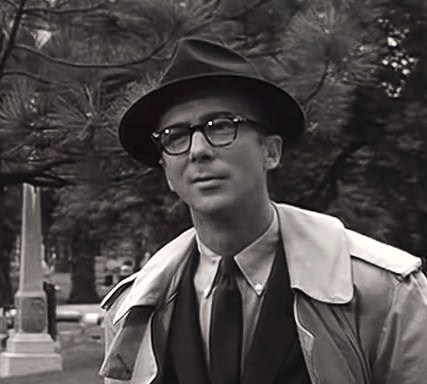
Herbert Anderson

  - Jean-Joseph Turcotte, notaire et homme politique canadien († 28 août 2018).
- 7 mars : Robert Erickson, compositeur américain († 24 avril 1997).
- 8 mars : Colin Drake, acteur britannique († 27 mars 2011).
- 10 mars : 
  - David Hare, peintre et sculpteur surréaliste américain († 21 décembre 1992).
  - Tam Galbraith, homme politique britannique († 2 janvier 1982).
- 12 mars : Joop Beek, prêtre jésuite, éducateur et homme politique néerlandais puis indonésien († 17 septembre 1983).
- 17 mars : Bernard Barker, homme politique américain († 5 juin 2009).
- 19 mars : Carnicerito de Méjico (José González López), matador mexicain († 15 septembre 1947).
- 20 mars :
  - John B. Mansbridge, directeur artistique américain († 11 janvier 2016).
  - Vera Lynn, chanteuse britannique(† 18 juin 2020).
- 21 mars :
  - Anton Coppola, compositeur et chef d'orchestre américain († 9 mars 2020).
  - Iouri Kougatch, peintre soviétique et russe († 22 avril 2013).
- 22 mars : Paul Rogers, acteur anglais († 6 octobre 2013).
- 23 mars : Stick McGhee, chanteur de rhythm and blues américain († 15 août 1961).
- 24 mars : Constantin Andréou, peintre et sculpteur gréco-français d'origine brésilienne († 8 octobre 2007).
- 26 mars :
  - Rodrigo Facio, homme politique costaricien († 7 juin 1961).
  - Paul Néri, coureur cycliste d'origine italienne naturalisé français († 28 janvier 1979).
  - Rufus Thomas, chanteur de soul music américain († 15 décembre 2001).
- 27 mars :
  - Takumi Furukawa, réalisateur et un scénariste japonais († 4 octobre 2018).
  - Cyrus Vance, homme politique américaine († 12 janvier 2002).
- 30 mars : Herbert Anderson, acteur américain († 11 juin 1994).
- 31 mars : Cahal Brendan Daly, cardinal irlandais, archevêque émérite d'Armagh († 31 décembre 2009).

## Avril
- 1er avril : Franz-Otto Krüger, acteur allemand († 17 mars 1988).
- 3 avril : Eva Fastag, Résistante de confession juive d'origine israëlienne († 12 août 2021).
- 5 avril : Gad al-Haq, religieux égyptien, recteur de la mosquée al-Azhar au Caire († 15 mars 1996).
- 6 avril : Leonora Carrington, peintre et romancière britannique († 25 mai 2011).
- 7 avril : R. G. Armstrong, acteur américain († 27 juillet 2012).
- 8 avril : Tadeusz Pietrzykowski, boxeur polonais († 17 avril 1991).
- 9 avril : Brad Dexter, acteur américain d'origine serbe († 12 décembre 2002).
- 11 avril :
  - Julio Gonzalvo, footballeur espagnol († 20 juillet 2003).
  - Raymond Marcillac, journaliste et présentateur de télévision français († 13 avril 2007).
  - Morton Sobell, ingénieur américain († 26 décembre 2018).
- 12 avril : Robert Manzon, pilote automobile français († 19 janvier 2015).
- 13 avril : Li Rui, homme politique chinois († 16 février 2019).
- 14 avril : José Ber Gelbard, entrepreneur  et homme politique argentin († 4 octobre 1977).
- 15 avril :
  - Hans Conried, acteur américain († 5 janvier 1982).
  - Gert Wilden, compositeur de musique de film allemand († 10 septembre 2015).
- 21 avril : Josep Palau i Fabre, poète et écrivain espagnol d'expression catalane († 23 février 2008).
- 22 avril : Yvette Chauviré, ballerine et maître de ballet française († 19 octobre 2016).
- 24 avril : Victor Prus, architecte québécois d'origine polonaise († 21 janvier 2017).
- 25 avril : Ella Fitzgerald, chanteuse de jazz américaine († 15 juin 1996).
- 26 avril : Ieoh Ming Pei, architecte américain d'origine chinoise († 16 mai 2019).
- 27 avril : 
  - Roderic H. Davison, historien américain († 23 mars 1996).
- Philipose Mar Chrysostom, Prêtre et métropolite indien († 5 mai 2021).
- 28 avril :
  - Robert O. Cornthwaite, acteur américain († 20 juillet 2006).
  - Mahluga Sadigova, actrice azerbaïdjanaise († 15 août 2003).
- 30 avril : Frankie Lee Sims, guitariste et chanteur de blues américain († 10 mai 1970)

## Mai
- 1er mai : 
  - Danielle Darrieux, actrice française († 17 octobre 2017)
  - Lily Lian, chanteuse française († 24 mai 2020)
- 5 mai : Lennie Merullo, joueur de baseball américain († 30 mai 2015).
- 7 mai : David Tomlinson, acteur britannique († 24 juin 2000).
- 11 mai : Georges Hatz, joueur et entraîneur de football français († 12 mai 2007).
- 13 mai : Oddo Biasini, homme politique italien († 8 juillet 2009).
- 15 mai :
  - Eleanor Maccoby, psychologue et professeure de psychologie du développement américaine († 11 décembre 2018).
  - Paco Mateo, joueur et entraîneur de football franco-espagnol († 21 juillet 1979).
- 16 mai : George Gaynes, acteur finno-américain († 16 février 2016).
- 17 mai :
  - Ievhen Iehorov, graphiste, peintre et professeur russe, soviétique puis ukrainien († 4 mai 2005).
  - Joseph-Albert Malula, cardinal congolais, archevêque de Kinshasa († 14 juin 1989).
- 20 mai : Sylvain Dagosto, chef d'orchestre et compositeur français († 18 décembre 2015).
- 21 mai :
  - Raymond Burr, acteur canadien († 12 septembre 1993).
  - 19e Kushok Bakula Rinpoché, lama, homme d’État et diplomate international indien († 4 novembre 2003).
  - Segundo Pascual, joueur et entraîneur de football franco-espagnol († 1er janvier 1978).
- 22 mai : Nathan Davis, acteur américain († 15 octobre 2008).
- 24 mai : Florence Knoll, architecte, designer et entrepreneuse américaine († 25 janvier 2019).
- 25 mai :
  - Steve Cochran, acteur américain († 15 juin 1965).
  - Theodore Hesburgh, prêtre américain de la Congrégation de Sainte-Croix († 26 février 2015).
  - Michel Patrix, peintre et graveur français († 4 mai 1973).
- 29 mai :
  - Baynes Barron, acteur américain († 21 juillet 1982).
  - John Fitzgerald Kennedy, futur Président des États-Unis († 22 novembre 1963).
  - Roger Pasquini, footballeur français († 28 mars 2003).
  - Joseph Somers, coureur cycliste belge († 25 mai 1966).
- 31 mai : Jean Rouch, cinéaste français († 18 février 2004)

## Juin
- 1er juin : Álvaro Domecq, rejoneador espagnol († 5 octobre 2005).
- 6 juin : Kirk Kerkorian, homme d'affaires américain d'origine arménienne († 16 juin 2015).
- 7 juin : Dean Martin, acteur, chanteur italo-américain († 25 décembre 1995).
- 8 juin :
  - Lucien Bidinger, coureur cycliste, luxembourgeois († 14 décembre 1982).
  - Jacques Labrecque, chanteur folklorique québécois († 18 mars 1995).
- 12 juin : Gottfried Honegger, artiste et collectionneur suisse († 17 janvier 2016).
- 13 juin : Odette Roy Fombrun, écrivaine haïtienne († 23 décembre 2022).
- 14 juin : 
  - Gilbert Prouteau, poète, cinéaste, athlète français († 2 août 2012).
  - Lise Nørgaard, journaliste et écrivaine danoise († 1er janvier 2023).
- 16 juin : Irving Penn, photographe américain († 7 octobre 2009).
- 17 juin : Dufferin Roblin, premier ministre du Manitoba († 30 mars 2010).
- 18 juin :
  - Ross Elliott, acteur américain († 12 août 1999).
  - Arthur Tremblay, sénateur provenant du Québec († 27 octobre 1996).
- 20 juin : Sivaramakrishna Iyer Padmavati, cardiologue indienne († 29 août 2020).
- 23 juin[1] : Dominic Ignatius Ekandem, cardinal nigérian, évêque d'Abuja († 24 novembre 1995).
- 24 juin : César Boutteville, joueur d'échecs français († 21 mai 2015).
- 25 juin : Claude Seignolle, écrivain français († 13 juillet 2018)
- 28 juin : Mario Nigro, peintre italien († 11 août 1992).
- 30 juin :
  - Susan Hayward, actrice américaine († 14 mars 1975)
  - Lena Horne, chanteuse de jazz américaine († 9 mai 2010).

## Juillet
- 2 juillet :
  - André Lafargue, journaliste et résistant français († 18 juillet 2017).
  - Ahmed Mohamed, homme politique français et comorien († 27 janvier 1984).
- 4 juillet :
  - Manuel Rodríguez Sánchez dit « Manolete », matador espagnol († 29 août 1947).
  - Georgette Plana, chanteuse et actrice française († 10 mars 2013).
- 6 juillet : Jean Grandidier, footballeur français († 15 octobre 2004).
- 7 juillet : Rebeca Uribe Bone, première femme diplômée ingénieure en Colombie († 8 mai 2017).
- 8 juillet : Roland Terrier, capitaine au long cours, compagnon de la Libération († 25 juillet 1976).
- 9 juillet : Krystyna Dańko, Juste parmi les nations polonaise († 6 août 2019).
- 13 juillet : Jerzy Mierzejewski, peintre polonais († 14 juin 2012).
- 14 juillet : George Bookasta, acteur américain († 26 mars 2014).
- 15 juillet : Robert Conquest, historien britanno-américain († 3 août 2015).
- 17 juillet : Kenan Evren, militaire et homme d'État turc († 9 mai 2015).
- 18 juillet : Henri Salvador, chanteur et humoriste français († 13 février 2008).
- 21 juillet : Roger Motut, écrivain Franco-albertain († 6 février 2013).
- 21 juillet : Floyd Jones, chanteur, guitariste et compositeur de blues américain († 19 décembre 1989).
- 24 juillet :
  - Alberta Adams, chanteuse de blues américaine († 25 décembre 2014).
  - Henri Betti, compositeur et pianiste français († 7 juillet 2005).
- 25 juillet : 
  - Marguerite Jauzelon, ambulancière réunionnaise pendant la Seconde Guerre mondiale († 10 février 2023).
  - Edouard Lizop, militant catholique français  († 21 novembre 1995).
- 26 juillet : Lorna Gray, actrice américaine († 30 avril 2017).
- 27 juillet : Bourvil, acteur et chanteur français († 23 septembre 1970).
- 28 juillet :
  - Pierre Bettencourt, écrivain, poète, éditeur, voyageur et peintre français († 13 avril 2006).
  - Jacques Lagrange, peintre, graveur et scénariste français († 20 juillet 1995).

## Août

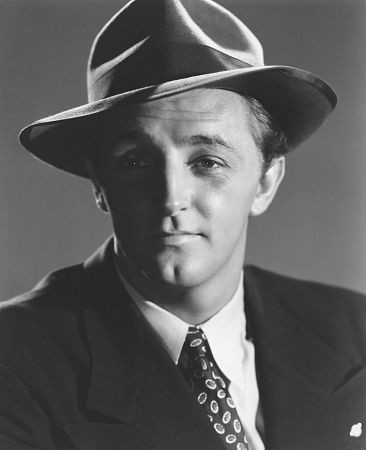
Robert Mitchum, interprète du personnage principal de La Nuit du chasseur.

- 3 août : Antonio Lauro, guitariste et compositeur vénézuélien († 18 avril 1986).
- 6 août : Robert Mitchum, acteur américain († 1er juillet 1997).
- 7 août : Henri Cammarata, footballeur français († 1er janvier 1992).
- 8 août : Earl Cameron, acteur britannique († 3 juillet 2020)
- 9 août :
  - Julian Amyes, réalisateur, acteur et producteur de cinéma et de télévision britannique († 26 avril 1992).
  - Pierre Georget, coureur cycliste français († 1er août 1964).
- 10 août : Colette Bonzo, peintre expressionniste française († 14 janvier 1967).
- 11 août : Hélène Boschi, pianiste de musique classique franco-suisse († 9 juillet 1990).
- 12 août :
  - Adolf Burger, imprimeur juif slovaque devenu écrivain et journaliste († 6 décembre 2016).
  - Pierre Tacca, coureur cycliste français d'origine italienne († 18 octobre 1984).
- 13 août : Anna Molka Ahmed, peintre pakistanaise († 20 avril 1994).
- 18 août : Gabriel Lozès, homme politique béninois († 25 juin 1986).
- 22 août : John Lee Hooker, chanteur et guitariste de blues américain († 21 juin 2001).
- 24 août : Bernard Baschet, facteur d'instruments de musique français († 17 juillet 2015).
- 28 août : Jack Kirby, dessinateur et scénariste américain de comics, créateurs de dizaines de super-héros pour Marvel († 6 février 1994).
- 30 août : Denis Healey, homme politique britannique († 3 octobre 2015).

## Septembre
- 1er septembre : Simonetta Jung, peintre italo-belge († 28 juin 2005).
- 6 septembre : John Berry, réalisateur et acteur américain († 29 novembre 1999).
- 7 septembre : Gerardo Fernández Albor, homme politique espagnol († 12 juillet 2018).
- 9 septembre : Georges Durand, résistant français de la Seconde Guerre mondiale († 15 février 1997).
- 10 septembre : Ren Rong, homme politique et militaire chinois († 16 juin 2017).
- 11 septembre : 
  - Herbert Lom, acteur austro-hongrois puis thécoslovaque naturalisé britannique († 27 septembre 2012).
  - Ferdinand Marcos, homme d'État philippin, président des Philippines de 1965 à 1986 († 28 septembre 1989).
- 12 septembre : Pierre Sévigny, soldat et homme politique, fédéral provenant du Québec († 20 mars 2004).
- 13 septembre : Jean Capdeville , peintre français († 30 juillet 2011).
- 17 septembre : Ib Melchior, écrivain, réalisateur et scénariste danois puis américain († 13 mars 2015).
- 18 septembre :
  - François de Labouchère, aviateur français de la Seconde Guerre mondiale, compagnon de la Libération († 5 septembre 1942).
  - June Foray, actrice de doublage américaine († 26 juillet 2017).
  - Francis Parker Yockey, essayiste et théoricien politique américain († 16 juin 1960).
- 20 septembre : Władysław Rubin, cardinal polonais, préfet de la Congrégation pour les Églises orientales († 28 novembre 1990).
- 22 septembre : Anna Campori, actrice italienne († 19 janvier 2018).
- 23 septembre : Rodolfo Guzmán Huerta, qui deviendra El Santo, lutteur mexicain de lucha libre et acteur de cinéma († 5 février 1984).
- 26 septembre : Réal Caouette, politicien et chef du crédit social († 16 décembre 1976).
- 27 septembre : Carl Ballantine, acteur américain († 3 novembre 2009).
- 30 septembre : Daniel-Yitzhak Levy, homme politique israélien († 13 février 1995).

## Octobre
- 1er octobre :
  - Joseph Bintener, coureur cycliste luxembourgeois († 13 janvier 1998).
  - Gesang Martohartono, auteur-compositeur-interprète indonésien († 20 mai 2010).
- 2 octobre :
  - Dondinho, footballeur brésilien († 16 novembre 1996).
  - Charles Drake, acteur américain († 10 septembre 1994).
  - Francis Jackson, organiste et compositeur britannique († 10 janvier 2022).
- 3 octobre : José Valero, footballeur espagnol († 26 juin 2004).
- 4 octobre : Luis Carniglia, joueur et entraîneur de football argentin († 22 juin 2001).
- 7 octobre : Mila Parély, actrice française († 14 janvier 2012).
- 9 octobre : Louis Rubaud, maître fusilier marin français, compagnon de la Libération († 30 juin 1990).

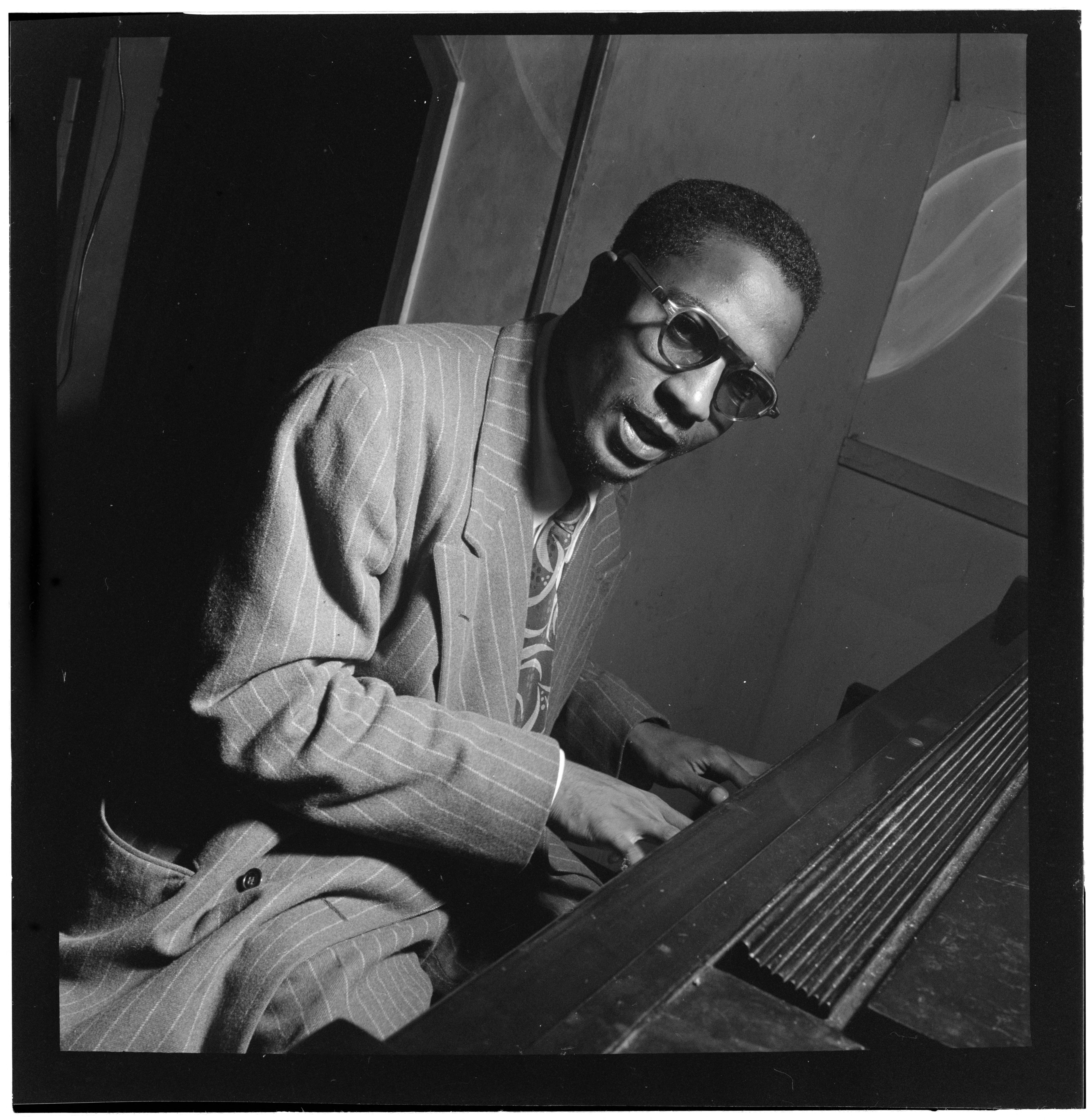
Thelonious Monk

- Thelonious Monk 10 octobre : Thelonious Monk, pianiste et compositeur de jazz américain († 17 février 1982).
- 11 octobre : John Acea, pianiste de jazz américain († 25 juillet 1963).
- 13 octobre : Léon Balcer, homme politique canadien († 22 mars 1991).
- 14 octobre : Isabel Robalino, avocate, syndicaliste et femme politique équatorienne († 31 janvier 2022).
- 15 octobre : Ralph Stefan Solecki, archéologue et préhistorien américain († 20 mars 2019).
- 17 octobre : Marsha Hunt, actrice américaine († 7 septembre 2022).
- 19 octobre :
  - José Cardús, footballeur espagnol († 29 décembre 2006).
  - René Laurentin, prêtre, théologien et exégète français († 10 septembre 2017).
  - Walter Munk, océanographe américain († 8 février 2019).
  - Pierre Roulot,  peintre et céramiste français († 18 août 2007).
- 20 octobre :
  - Marcel Dupont, coureur cycliste belge († 6 mars 2008).
  - Victor Journo, peintre franco-tunisien († 9 octobre 1994).
- 21 octobre : Dizzy Gillespie, trompettiste de jazz américain († 6 janvier 1993).
- 22 octobre : Harold Goodwin, acteur britannique († 3 juin 2004).
- 24 octobre : John Alvin, acteur américain († 27 février 2009).
- 27 octobre : Pavel Tigrid, écrivain, journaliste et militant politique tchèque († 31 août 2003).
- 28 octobre : Laroussi Khalifa, homme politique algérien († 1er septembre 1990).
- 29 octobre : Eddie Constantine, chanteur et acteur français d'origine américaine († 25 février 1993).
- 30 octobre : Maurice Trintignant, coureur automobile français († 13 février 2005).
- 31 octobre : William H. McNeill, spécialiste américain de l'histoire globale († 8 juillet 2016)

## Novembre
- 2 novembre : Durward Knowles, skipper bahaméen († 24 février 2018).
- 5 novembre : Madeleine Robinson, actrice franco-tchèque naturalisée suisse († 1er août 2004).
- 7 novembre :
  - Tofik Kouliyev, compositeur, pianiste et chef d’orchestre azerbaïdjanais († 4 octobre 2000).
  - Howard Rumsey, contrebassiste de jazz américain († 15 juillet 2015).
- 8 novembre : Kamal Ranadive, chercheuse biomédicale indienne († 11 avril 2001).
- 11 novembre :
  - Robert Fano, informaticien américain d'origine italienne († 13 juillet 2016).
  - Jiří Žák, résistant austro-hongrois puis tchécoslovaque († 29 janvier 1986).
- 13 novembre : Alice de Bourbon-Parme, princesse de Parme († 28 mars 2017).
- 14 novembre :
  - Aymar de Lézardière, peintre, dessinateur, graveur à l'eau-forte et à la pointe sèche, aquarelliste et illustrateur français († 12 novembre 1995).
  - John Matheson, avocat, juge, colonel et homme politique canadien († 27 décembre 2013).
- 16 novembre :
  - Henri Mauduit, peintre, céramiste, décorateur et sculpteur français († 30 octobre 2006).
  - Pierre Rouanet, évêque catholique français, évêque émérite de Daloa (Côte d'Ivoire) († 4 février 2012).
- 19 novembre : Indira Gandhi, femme politique, Premier ministre de l'Inde († 31 octobre 1984).
- 24 novembre : John Justin, acteur britannique († 29 novembre 2002).
- 25 novembre :
  - Léon Gambier, peintre de la Marine français († 16 avril 2007).
  - Luigi Poggi, cardinal italien, archiviste émérite du Vatican († 4 mai 2010).
- 29 novembre :
  - Pierre Gaspard-Huit, réalisateur, scénariste et écrivain français († 1er mai 2017).
  - Merle Travis, guitariste américain († 20 octobre 1983)

## Décembre
- 4 décembre : Paul Morelle, écrivain et journaliste français († 24 mai 2007).
- 8 décembre : José Bayo, footballeur espagnol († 4 mars 2005).
- 13 décembre : John Hart, acteur américain († 20 septembre 2009).
- 15 décembre :
  - Edgard Naccache, peintre tunisien († 27 mars 2006).
  - Hilde Zadek, cantatrice (soprano) allemande († 21 février 2019).
- 16 décembre : Arthur C. Clarke, romancier de science-fiction britannique († 19 mars 2008).
- 18 décembre :
  - Georges Blin, critique littéraire et universitaire français, professeur honoraire au Collège de France († 14 mai 2015).
  - Ossie Davis, acteur, producteur, réalisateur et scénariste américain († 4 février 2005).
  - Eddie Vinson, saxophoniste alto et chanteur de jazz, de blues et de R&B américain († 2 juillet 1988).
- 19 décembre :
  - Paul Brinegar: acteur américain († 27 mars 1995).
  - Martin Auguste Winterberger, seul Français évadé du camp de concentration de Natzweiler-Struthof († 5 octobre 1993).
- 21 décembre :
  - Ivor Dean, acteur anglais († 10 août 1974).
  - Jean-Louis Viard, peintre, graveur et cartonnier français († 16 février 2019).
- 22 décembre :
  - Frankie Darro, acteur américain († 25 décembre 1976).
  - Marthe Gosteli, archiviste suisse et militante pour le suffrage féminin en Suisse († 7 avril 2017).
- 23 décembre : Nikolai Getman, peintre soviétique puis russe († 29 août 2004).
- 28 décembre : Mouloud Mammeri, écrivain, anthropologue et linguiste algérien († 26 février 1989).
- 31 décembre : Suzy Delair, actrice et chanteuse française († 15 mars 2020).

## Date inconnue
- Monica Mya Maung, bibliothécaire, préservatrice de la culture birmane († 2008).
- Jean-Baptiste Yao, musicien et compositeur ivoirien († 1992).